# Коротконадкрылые пестряки
Коротконадкрылые пестряки (лат. Valginae) — подсемейство маленьких пластинчатоусых жуков. Это подсемейство, как и восковиков и пестряков, также определяется как триба в семействе бронзовок.

## Описание
Палеарктические виды размерами от 6 до 10,8 мм, а величина некоторых тропических видов не больше 4 мм. Тело удлинённое или довольно короткое, сверху уплощенное, снизу сильно выпуклое, черной, бурой или рыжей окраски, с пестрым рисунком, образованным сгущениями чешуек разной окраски — белых, желтоватых, коричневых или черных.

## Систематика
- Подсемейство Valginae
  - род Chromovalgus
  - род Microvalgus (Kraatz, 1883)
  - род Valgus (L.G.Scriba, 1790)